# 日テレジェニック美女2
『日テレジェニック美女2』（にっテレジェニックびじょびじょ）は、CS放送・日テレプラス&サイエンス（現・日テレプラス ドラマ・アニメ・音楽ライブ）で毎月第3土曜日25時から放送していた女性アイドルバラエティ番組。日テレジェニック2007とお笑い芸人やまもとまさみが出演。

## 出演
- 葵（スターダストプロモーション）
- 小田あさ美　（アップヒル・エンタテインメント）
- 木口亜矢　（プラチナムプロダクション）
- 谷桃子　（2TOUCH）
- 緑友利恵　（ホリプロ）

- やまもとまさみ（マセキ芸能社）